# Usotsuki Lily
Usotsuki Lily (うそつきリリィ Usotsuki Ririi?), también conocido como UsoLily, es un manga shōjo del género comedia romántica escrito e ilustrado por Ayumi Komura. El manga, el cual se compone de 17 volúmenes, fue serializado en la revista Margaret Comics de la editorial Shueisha. La editorial lanzó una versión narrada de la historia (conocido como vomic, comic voice).
La historia sigue la vida escolar de preparatoria de Hinata Saotome, una chica con un gusto en muchachos lindos y En Shinohara, un joven guapo y popular que se viste de mujer. Shinohara pide una cita a Saotome, la chica no sabe que el joven es también la chica más popular y guapa de su grado.

## Argumento
Hinata Saotome y sus amigas sueñan con la vida de toda escolar: tener un novio, ser cariñosas, salir juntos. El caso de Saotome es que le gustan los chicos guapos; de pronto un extremadamente apuesto y popular chico de su grado llamado En Shinohara le pide salir juntos. Lo que Saotome no sabe es que Shinohara es la misma chica guapa y popular de su clase. Shinohara tiene fobia a los chicos, los considera sucios y feos, por ello se viste de mujer, ocasionando que incluso su reflejo en espejos y ventanas le cause repulsión.
Durante su relación Saotome y Shinohara van conociéndose más y más, el joven se da cuenta de la actitud masculina de Hinata y su cuestionable rol como la novia; por otra parte, la chica nota una actitud bastante tierna y femenina de Shinohara, quien vestido siempre de chica en la escuela, hace creer que son una pareja de lesbianas. Saotome insiste a su novio a dejar de travestirse, desconociendo el motivo real. Mientras tanto, la familia de Shinohara acepta sus hábitos, tratándolo incluso como hermana e hija de vez en cuando.
A lo largo de la historia avanza la relación entre la pareja y sus amigos con sus parejas. Los eventos cómicos ocurren en la escuela, en viajes escolares y fuera de la escuela como salidas a eventos y vacaciones. Conforme la relación de Hinata y En avanza, la pareja es más sólida, llegando a reconciliarse en pequeñas peleas y conflictos con otros personajes; poco a poco Saotome va aceptando el travestismo de su novio, incluso llegando a asumir un rol responsable y masculino en la relación. Los verdederos motivos de la actitud femenina de En no son claros pero en varios capítulos de la historia se muestran eventos de pérdida de memoria del joven, donde asume una personalidad completamente femenina. Además de su falta de encanto femenino, Hinata es muy popular en un café donde trabaja y se viste de camarero. Shinohara disfruta del maquillaje y vestidos, aunque su madre -la cual está fuera de su casa- no lo acepta totalmente. Shinohara conoce a una chica nueva transferida quien se convierte en mejor amiga de su novia, descubre que es una mujer transexual; la nueva chica cuestiona sobre los motivos de En de vestirse de mujer, ello causa que el joven tenga dudas respecto a su identidad de género.

## Personajes

### Principales
En Shinohara (篠原 苑 Shinohara En?)
Un joven estudiante de preparatoria popular y extremadamente guapo, se viste de mujer y lo conocen como la chica más linda de su grado. Siente un odio hacia los hombres por ser sucios y feos, le encantan las mujeres tanto que incluso su reflejo le causa repulsión. Se enamora de Saotome Hinata y le pide salir con ella.
Hinata Saotome (早乙女 ひなた Saotome Hinata?)
Es una chica estudiante de preparatoria, es la típica chica soñadora y tiene interés en chicos guapos. Pese a ello, tiene una actitud un poco fuerte, dejando de lado su lado femenino. Trabaja en un café donde en ocasiones se presenta vestida de camarero. Es la novia de Shinohara.
Ten Shinohara (篠原展 Shinohara Ten?)
El hermano menor de Shinohara. Siempre es confundido por una chica linda por su estatura y complexión pequeña y delgada. Es de actitud tierna y tímida, le gustan los hombres, piensa que su hermano En es más guapo como hombre y tiene sentimientos hacia el hermano menor de Hinata.
Reina Kojima (虎嶋 玲那 Kojima Reina?)
Es una estudiante de último año de preparatoria, está enamorada de Naota. Tiene una actitud un poco agresiva y se le presenta con un pequeño tigre-mascota en sus hombros.

### Secundarios
Komachi Ashiya (芦屋小町 Ashiya Komachi?)
Es una de las amigas de Hinata e hija de un mangaka; su novio es Kojirou, un chico que le gusta vestirse de samurái para cautivarla. Es hábil en el kendo que practica con su novio.
Taiyou Saotome (早乙女 太陽 Saotome Taiyou?)
Es el hermano menor de Hinata. Es bastante parecido a su hermana pero de menor edad. Se enamora de Shinohara sin saber que es el hombre que sale con su hermana.
Kojirou Amakusa (天草 小次郎 Amakusa Kojirou?)
Es un amigo de la infancia de Komachi y su novio. Viste como samurái, es bastante hábil y fuerte. Es un año menor que el resto de los personajes.
Emi Hashimoto (橋本笑 Hashimoto Emi?)
Emi es la grande de las hermanas gemelas Hashimoto. Sale con Sawamura.
Niko Hashimoto (橋本ニコ Hashimoto Niko?)
Niko es la menor de las hermanas gemelas, sale con Riu Sawamura.
Naota Takanashi (高梨直太 Takanashi Naota?)
Es el único amigo cercano de En, al parecer le gustan las mujeres adultas con pechos grandes; Le gusta Reina.

## Manga
El manga fue publicado por la revista Margaret de la editorial Shueisha, fueron publicados en total 17 volúmenes en formato tankōbon. La publicación del manga apareció el 5 de noviembre de 2009 y terminó de publicarse el 2 de mayo de 2014. Una recopilación de 4 one shots titulada Usotsuki Lily 0 fue publicada en marzo de 2011 en la revista Margaret; estos sirven como precuela de lo acontecido en el manga.
| 0 | «Volumen 0» | 25 de marzo de 2011 | ISBN 978-4-08-846631-6 |
| Contenido: - CLO CLO (クロクロ?) - Ventisca de verano (夏吹雪?) - Honestidad (素直?) - Epílogo de Lily (うそつきリリィ?) |             |                     |                        |

### Volúmenes del manga
| N.º | Título       | Fecha de lanzamiento    | ISBN original          |
| --- | ------------ | ----------------------- | ---------------------- |
| 1   | «Volumen 1»  | 23 de abril de 2010     | ISBN 978-4-08-846512-8 |
| 2   | «Volumen 2»  | 25 de agosto de 2010    | ISBN 978-4-08-846556-2 |
| 3   | «Volumen 3»  | 24 de diciembre de 2010 | ISBN 978-4-08-846599-9 |
| 4   | «Volumen 4»  | 25 de abril de 2011     | ISBN 978-4-08-846640-8 |
| 5   | «Volumen 5»  | 25 de agosto de 2011    | ISBN 978-4-08-846683-5 |
| 6   | «Volumen 6»  | 22 de diciembre de 2011 | ISBN 978-4-08-846725-2 |
| 7   | «Volumen 7»  | 25 de abril de 2012     | ISBN 978-4-08-846762-7 |
| 8   | «Volumen 8»  | 25 de julio de 2012     | ISBN 978-4-08-846798-6 |
| 9   | «Volumen 9»  | 25 de octubre de 2012   | ISBN 978-4-08-846842-6 |
| 10  | «Volumen 10» | 25 de enero de 2013     | ISBN 978-4-08-846879-2 |
| 11  | «Volumen 11» | 25 de abril de 2013     | ISBN 978-4-08-845023-0 |
| 12  | «Volumen 12» | 25 de julio de 2013     | ISBN 978-4-08-845067-4 |
| 13  | «Volumen 13» | 25 de octubre de 2013   | ISBN 978-4-08-845110-7 |
| 14  | «Volumen 14» | 24 de enero de 2014     | ISBN 978-4-08-845157-2 |
| 15  | «Volumen 15» | 25 de abril de 2014     | ISBN 978-4-08-845193-0 |
| 16  | «Volumen 16» | 25 de agosto de 2014    | ISBN 978-4-08-845249-4 |
| 17  | «Volumen 17» | 25 de noviembre de 2014 | ISBN 978-4-08-845296-8 |

## Recepción
En 2013 el volumen 10 del manga alcanzó el lugar 12 en la lista Oricon de ventas en Japón, logrando estar una semana con un total de 40,178 copias vendidas. Para el año 2014 el manga estuvo en la posición 19 de la lista Oricon en Japón, ahora manteniéndose dos semanas en su posición con un total de 56,787 copias vendidas. La publicación final del manga terminó en el lugar 20 a finales de 2014 de la lista Oricon en Japón, logrando vender 39,473 copias.